# Патриція Вичишкевич-Завадська
Патриція Вичишкевич (пол. Patrycja Wyciszkiewicz, нар. 8 січня 1994) — польська легкоатлетка, яка спеціалізується в спринті, учасниця Олімпійських ігор (2012, 2016), багаторазова чемпіонка та призерка світових та континентальних першостей у спринтерських (переважно, естафетних) дисциплінах.
На світовій першості-2019 здобула «срібло» в жіночій естафеті 4×400 метрів.

## Міжнародні виступи
| Рік  | Змагання                                         | Місце проведення | Місце   | Дисципліна       | Результат |
| ---- | ------------------------------------------------ | ---------------- | ------- | ---------------- | --------- |
| 2011 | Чемпіонат світу з легкої атлетики серед юнаків   | Лілль            | 9 (пф)  | 400 м            | 53,97     |
| 2011 | Чемпіонат світу з легкої атлетики серед юнаків   | Лілль            | 7       | змішана естафета | 2:10,35   |
| 2011 | Чемпіонат Європи з легкої атлетики серед юніорів | Таллінн          | 2       | естафета 4х400 м | 3:35,35   |
| 2012 | Чемпіонат світу з легкої атлетики серед юніорів  | Барселона        | 11 (пф) | 400 м            | 53,04     |
| 2012 | Чемпіонат світу з легкої атлетики серед юніорів  | Барселона        | 7       | естафета 4х400 м | 3:37,90   |
| 2012 | Олімпійські ігри                                 | Лондон           | 13      | естафета 4х400 м | 3:30,15   |
| 2013 | Чемпіонат Європи з легкої атлетики серед юніорів | Рієті            | 1       | 400 м            | 51,56     |
| 2013 | Чемпіонат Європи з легкої атлетики серед юніорів | Рієті            | 1       | естафета 4х400 м | 3:32,63   |
| 2013 | Чемпіонат світу з легкої атлетики                | Москва           | 9       | естафета 4х400 м | 3:29,75   |
| 2014 | Чемпіонат світу з легкої атлетики в приміщенні   | Сопот            | 5       | естафета 4х400 м | 3:29,89   |
| 2014 | Світові естафети ІААФ                            | Нассау           | 5       | естафета 4х400 м | 3:27,37   |
| 2014 | Чемпіонат Європи з легкої атлетики               | Цюрих            | 17 (п)  | 400 м            | 52,73     |
| 2014 | Чемпіонат Європи з легкої атлетики               | Цюрих            | 5       | естафета 4х400 м | 3:25,73   |
| 2015 | Чемпіонат Європи з легкої атлетики серед молоді  | Таллінн          | 3       | 400 м            | 51,63     |
| 2015 | Чемпіонат Європи з легкої атлетики серед молоді  | Таллінн          | 2       | естафета 4х400 м | 3:30,24   |
| 2015 | Чемпіонат світу з легкої атлетики                | Пекін            | 21 (п)  | 400 м            | 51,94     |
| 2015 | Чемпіонат світу з легкої атлетики                | Пекін            | 15 (п)  | естафета 4х400 м | 3:32,83   |
| 2016 | Чемпіонат Європи з легкої атлетики               | Амстердам        | 18 (пф) | 400 м            | 52,92     |
| 2016 | Чемпіонат Європи з легкої атлетики               | Амстердам        | 4       | естафета 4х400 м | 3:27,60   |
| 2016 | Олімпійські ігри                                 | Ріо-де-Жанейро   | 22 (пф) | 400 м            | 52,51     |
| 2016 | Олімпійські ігри                                 | Ріо-де-Жанейро   | 7       | естафета 4х400 м | 3:27,28   |
| 2017 | Чемпіонат світу з легкої атлетики в приміщенні   | Белград          | 1       | естафета 4х400 м | 3:29,94   |
| 2017 | Чемпіонат світу з легкої атлетики                | Лондон           | 6 (п)   | естафета 4х400 м | 3:26,47   |
| 2017 | Універсіада                                      | Тайбей           | 1       | естафета 4х400 м | 3:26,75   |
| 2018 | Чемпіонат світу з легкої атлетики в приміщенні   | Бірнінгем        | 17 (п)  | 400 м            | 53,22     |
| 2018 | Чемпіонат світу з легкої атлетики в приміщенні   | Бірнінгем        | 2       | естафета 4х400 м | 3:26,09   |
| 2018 | Чемпіонат Європи з легкої атлетики               | Берлін           | 1       | естафета 4х400 м | 3:26,59   |
| 2019 | Світові естафети ІААФ                            | Йокагама         | 1       | естафета 4х400 м | 3:27,49   |
| 2019 | Чемпіонат світу з легкої атлетики                | Доха             | 2       | естафета 4х400 м | 3:21,89   |